# Nielles-lès-Calais
Nielles-lès-Calais là một xã trong tỉnh Pas-de-Calais, vùng Hauts-de-France, Pháp.

## Địa lý
Nielles-lès-Calais có cự ly 6 km về phía nam Calais, tại giao lộ của các tuyến đường D304 và D245E.

## Dân số
| 1962                                                              | 1968 | 1975 | 1982 | 1990 | 1999 | 2006 |
| ----------------------------------------------------------------- | ---- | ---- | ---- | ---- | ---- | ---- |
| 106                                                               | 119  | 111  | 161  | 175  | 206  | 219  |
| Số liệu điều tra dân số tính từ năm 1962, dân số chỉ tính một lần |      |      |      |      |      |      |

## Địa điểm nổi bật
- Nhà thờ St. Marguerite, thế kỷ 19.